# Ким Мёнсу
Ким Мён Су (кор. 김명수; род. 13 марта 1992, Сеул, Республика Корея), больше известный под псевдонимом L, — южнокорейский певец и актёр. Участник бой-бэнда Infinite, где занимает позиции вокалиста и вижуала. В августе 2019 года покинул Woollim Entertainment, но продолжает оставаться членом группы.

## Ранние годы
Ким Мён Су родился 13 марта 1992 года в Сеуле, Южная Корея. Закончил старшую школу Доксу и в феврале 2013 года выпустился из университета Дэкён.

## Карьера

### 2010–2016: Дебют и актерская деятельность
В июне 2010 года L дебютировал в качестве вокалиста и вижуала в бой-бэнде Infinite. В следующем году состоялся его актёрский дебют в японской дораме «Группа особого назначения». В 2012 году L сыграл гитариста рок-группы в комедийном сериале от tvN «Заткнись! Красавчики играют».
В мае 2013 года выпустил фотобук под названием L's Bravo Viewtiful. Книга стала бестселлером и достигла № 1 по предварительным заказам в таких интернет-магазинах, как YES24 и Kyobo.
В 2014 году L сыграл второстепенные роли в дорамах «Хитрость одинокой женщины» и «Слишком прекрасна для меня». Вместе с одногруппниками Сонёлем и Сонджоном стал членом саб-юнита Infinite F.
В 2016 году получил свою первую главную роль в сериале «Я хочу защитить тебя еще раз».

### С 2017: Рост популярности
В 2017 году L снялся в исторической дораме «Правитель: Хозяин маски». Его актёрская игра получила одобрение зрителей и в июне он был назван актёром месяца по версии MBC Dramanet.
Через год L получил роль судьи в сериале «Мисс Хаммурапи». Благодаря своей игре он также получил признание.
В 2019 году он сыграл ангела в романтической дораме «Дан: единственная любовь». В августе того же года покинул Woollim Entertainment.
В феврале 2021 года заступил на обязательную военную службу.

## Дискография

### Саундтреки
| Год  | Шоу                                  | Название песни     | Примечание                   |
| ---- | ------------------------------------ | ------------------ | ---------------------------- |
| 2012 | MBC Мировая мама                     | "She's a Fantasy"  | с Infinite                   |
| 2012 | tvN Заткнись и играй                 | "Love U Like U"    | дуэт с Lim Kim               |
| 2013 | L's Bravo Viewtiful Fansigning Event | "It's All For You" | Песня собственного сочинения |
| 2014 | Telemonster                          | "Monster time"     | с Infinite                   |
| 2014 | Grow: Infinite's Real Youth Life     | "Together"         | с Infinite                   |

## Фильмография

### Сериалы
| Год  | Название                           | Роль               |
| ---- | ---------------------------------- | ------------------ |
| 2011 | Джиу: группа особого назначения    | Джиу               |
| 2012 | Заткнись и играй                   | Ли Хен Су          |
| 2012 | Гуру саламандры и теневая операция | Камео              |
| 2012 | Мировая мама                       | сам себя           |
| 2013 | Повелитель солнца                  | молодой Чу Чжу Вон |
| 2014 | Хитрость одинокой женщины          | Секретарь Гиль     |
| 2014 | Слишком прекрасна для меня         | Си У               |
| 2015 | Я люблю тебя 7000 дней             | Ки Сонджэ          |
| 2016 | День после расставания             | Ю Тан              |
| 2017 | Правитель: Мастер масок            | Ли Сон             |
| 2018 | Мисс Хаммурапи                     | Им Ба Рын          |
| 2019 | Дан: единственная любовь           | Ким Дан            |
| 2020 | Мяу, таинственный парень           | Хон Джо            |
| 2021 | Новый тайный королевский инспектор | Сон И Гём          |
| 2023 | Цифры                              | Джан Хо У          |
| 2024 | Замечательная семья                | Ли Сын У (камео)   |
| 2024 | Относись ко мне небрежно           | Син Юн Бок         |

### Озвучивание
| Год  | Название   | Роль |
| ---- | ---------- | ---- |
| 2011 | Wara Store | L    |

### Музыкальные видео
| Год  | Песня                | Певец             |
| ---- | -------------------- | ----------------- |
| 2010 | "Run"                | Epik High         |
| 2010 | "Starlight March"    | Strawberry Fields |
| 2012 | "60 Seconds" [ 8 ]   | Kim Sung-kyu      |
| 2013 | "Love Blossom" [ 9 ] | K.Will            |

### Фильмы
| Год  | Название                                                | Роль        |
| ---- | ------------------------------------------------------- | ----------- |
| 2012 | INFINITE Concert Second Invasion Evolution The Movie 3D | Самого себя |
| 2014 | Grow: Infinite's Real Youth Life"                       | Самого себя |

### Реалити шоу
| Год       | Название                 | Канал       | Примечание                          |
| --------- | ------------------------ | ----------- | ----------------------------------- |
| 2010      | Ты мой оппа              | Mnet        | Пре-дебютное шоу                    |
| 2010      | Дни с Infinite           | Mnet        | -                                   |
| 2010      | Полуночные айдолы        | -           | эп. 1,2                             |
| 2011      | Кунжутная игра           | Mnet        | —                                   |
| 2011      | Рождение семейства       | KBS         | —                                   |
| 2011      | О! Моя школа!            | —           | эп. 24,25,26                        |
| 2011-2014 | Weekly Idol              | MBC         | эп. 4,23,47,48,56,93,94,107,152,153 |
| 2012      | Ток-шоу Привет           | KBS         | эп. 101                             |
| 2012      | Король рейтинга Infinite | Mnet        | -                                   |
| 2012      | Непобедимая Молодёжь 2   | KBS2        | эп. 26                              |
| 2012-2013 | The beatles code 2       | Mnet        | эп. 19,56,57                        |
| 2013      | Босоногие друзья         | SBS         | эп.13,14                            |
| 2013      | Высшее общество          | -           | эп. 75,76,77                        |
| 2013      | Бегущий человек          | SBS         | эп. 129,162                         |
| 2013      | 1 vs. 100                | KBS2        | Гость                               |
| 2014      | This Is Infinite         | Mnet        | -                                   |
| 2015-2016 | Infinite ShowTime        | MBC Every 1 | -                                   |